# Longin Gudowski

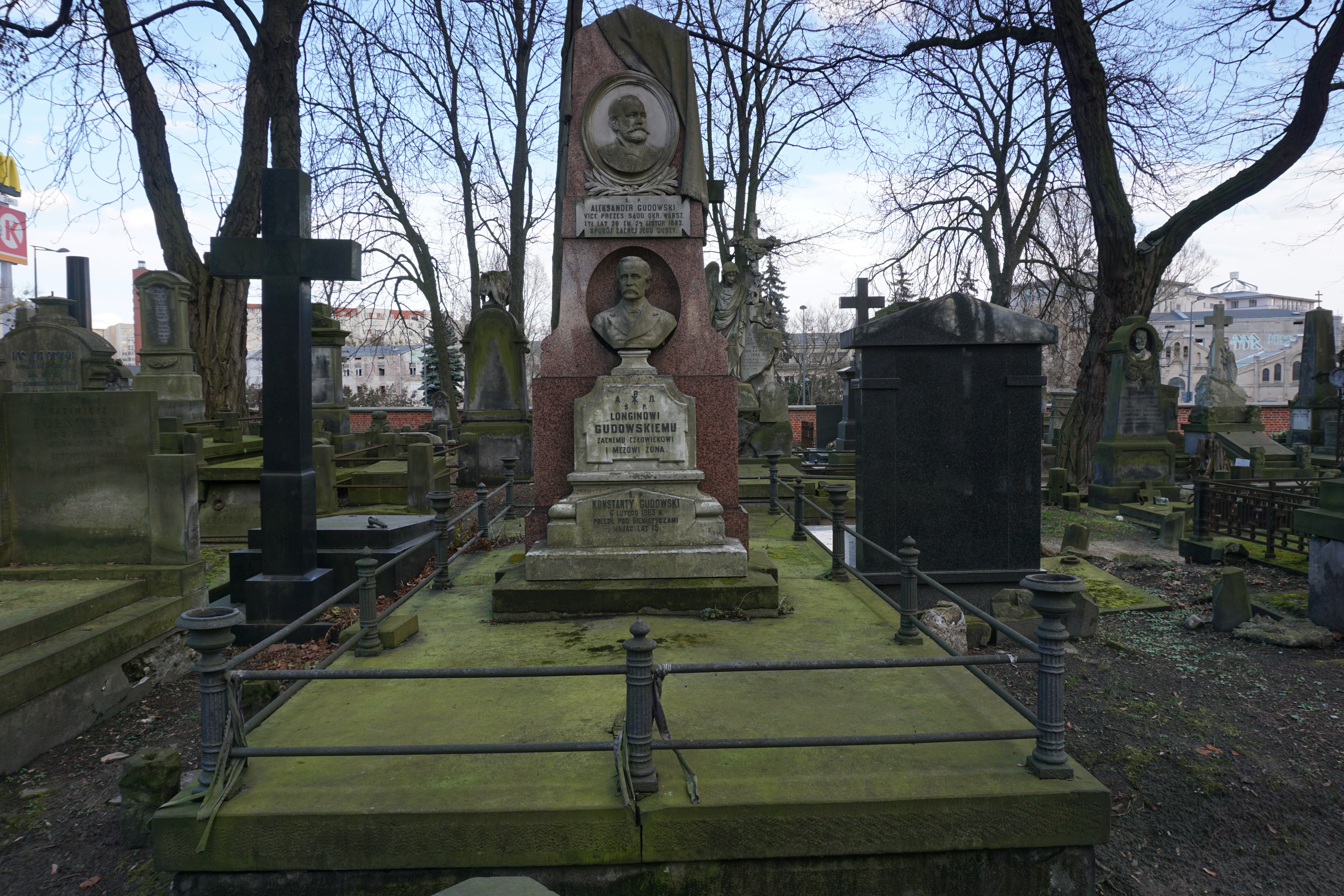
Grób Longina Gudowskiego na cmentarzu Powązkowskim

Longin Gudowski (ur. 1816, zm. 5 marca 1892 w Warszawie), polski urzędnik państwowy, senator i przewodniczący departamentu Senatu Rządzącego, prezes Warszawskich Teatrów Rządowych.
Pracował w Warszawie w polskiej administracji Królestwa Polskiego, m.in. był aplikantem w Komisji Skarbu. Po zniesieniu polskich władz pełnił funkcje senatora i przewodniczącego departamentu Senatu Rządzącego, był tajnym radcą, prezesem Towarzystwa Kredytowego Warszawy.
W swojej pracy administracyjnej stykał się z problematyką teatralną. W 1879 kierował specjalną komisją ds. reorganizacji teatrów warszawskich, a jesienią 1882 został powołany na stanowisko prezesa Warszawskich Teatrów Rządowych. W ciągu siedmiu lat prezesury udało mu się wyciągnąć instytucję z poważnego zadłużenia, głównie dzięki znacznym oszczędnościom, które przyniosły mu opinię człowieka skąpego. Sam zrzekł się pensji, a po pożarze Teatru Rozmaitości w 1883 łożył na odbudowę gmachu z własnych środków (m.in. obciążając hipotekę domu).
Dbał o poziom artystyczny warszawskiej, ale przede wszystkim zasłużył się jako administrator. Nie powiodła się jego inicjatywa powołania stałej komisji repertuarowej, złożonej z literatów (niechętnie odniosło się do pomysłu środowisko aktorskie). Organizował występy w Warszawie znanych artystów europejskich, m.in. Józefiny Reszke i Adeliny Patti. Współpraca Gudowskiego z aktorami nie zawsze układała się najlepiej, głównie ze względu na jego bezwzględny charakter; widział w aktorach przede wszystkim pracowników, podlegających jego poleceniom.
W 1889 złożył rezygnację z pełnionej funkcji. Był ostatnim Polakiem na czele Warszawskich Teatrów Rządowych, kolejni prezesi byli pochodzenia rosyjskiego.
Pochowany na cmentarzu Powązkowskim w Warszawie (kwatera 161-3/4-12/13).